# 倒缨木
倒缨木（学名：Kibatalia macrophylla）是夹竹桃科倒缨木属的植物。分布在越南、柬埔寨、老挝以及中国大陆的云南等地，生长于海拔180米至650米的地区，见于山坡和疏林中，目前尚未由人工引种栽培。

## 异名
- Kibatalia macrophylla Pierre
- Kibatalia yunnanensis Tsiang et P. T. Li